# 4977 Rauthgundis
4977 Rauthgundis је астероид главног астероидног појаса са средњом удаљеношћу од Сунца која износи 2,291 астрономских јединица (АЈ).
Апсолутна магнитуда астероида је 13,7.